# Richard Onslow (5e comte d'Onslow)
Pour les articles homonymes, voir Richard Onslow.
Richard Onslow est un diplomate, homme politique et écrivain britannique né le 23 août 1876 et mort le 9 juin 1945. Au sein de la pairie du Royaume-Uni, il porte le titre de comte d'Onslow (en) de 1911 à sa mort.

## Biographie
Richard William Alan Onslow est le fils aîné de William Onslow, 4e comte d'Onslow, et de son épouse Florence Coulston Gardner. En tant qu'héritier du titre de comte, il est titré vicomte Cranley jusqu'à la mort de son père, en 1911. Il étudie à Eton et au New College de l'université d'Oxford avant d'entamer une carrière dans la diplomatie. Il est posté à Madrid en 1902, puis à Tanger en 1903, à Saint-Pétersbourg en 1904 et à Berlin en 1907. De retour au Royaume-Uni, il entre au service du secrétaire d'État des Affaires étrangères Edward Grey et occupe une série de postes au sein du Foreign Office jusqu'en 1914.
Après avoir participé à la Première Guerre mondiale dans les rangs de l'armée britannique, Onslow occupe une série de postes dans les gouvernements conservateurs des années 1920. Il est notamment sous-secrétaire d'État à la Guerre sous Stanley Baldwin de 1924 à 1928. Il devient ensuite Chairman of Committees à la Chambre des lords de 1931 à 1944. Durant les dernières années de sa vie, il se consacre à l'écriture, produisant notamment une biographie de Mathilde l'Emperesse et une histoire des ducs de Normandie publiée après sa mort.
À sa mort, en juin 1945, son fils unique William lui succède comme 6e comte d'Onslow.